# Петрович, Деян
Де́ян Пе́трович (словен. Dejan Petrovič; род. 12 января 1998, Раче, Словения) — словенский футболист, полузащитник клуба «Риека».

## Клубная карьера
Петрович — воспитанник клубов Рейс и «Алюминий». 23 мая 2015 года в матче против «Шмартно-об-Паки» он дебютировал во Второй лиге Словении в составе последнего. 29 ноября в поединке против «Крани» Деян забил свой первый гол за «Алюминий». По итогам сезона Петрович помог клубу выйти в элиту. 23 июля 2016 года в матче против «Копера» он дебютировал в чемпионате Словении. В 2018 году Деян помог клубу выйти в финал Кубка Словении.
6 февраля 2020 года Петрович перешёл в венский «Рапид», подписав контракт с клубом до конца сезона 2022/23. 16 февраля в матче против «Сваровски Тироль» он дебютировал в австрийской Бундеслиге.
4 июня 2023 года Петрович подписал двухлетний контракт с хорватским клубом «Риека».

## Международная карьера
В 2015 году в составе юношеской сборной Словении Петрович принял участие в юношеском чемпионате Европы в Болгарии. На турнире он сыграл в матчах против команд Германии и Бельгии.
7 октября 2020 года в товарищеском матче против сборной Сан-Марино Петрович дебютировал за сборную Словении.
В 2021 году Петрович в составе молодёжной сборной Словении принял участие в молодёжном чемпионате Европы в Венгрии и Словении. На турнире он сыграл в матче против команды Чехии, Испании и Италии.